# Sōsei no Aquarion: Myth of Emotions
Sōsei no Aquarion: Myth of Emotions (想星のアクエリオン Myth of Emotions Sōsei no Akuerion Myth of Emotions?) es una próxima serie de televisión de anime japonesa creada por Shōji Kawamori y animada por Satelight, y la cuarta serie de la franquicia Aquarion, después de Sousei no Aquarion, Aquarion Evol y Aquarion Logos.

## Personajes
Sakko Ōtori (オオトリサッコ（鳳颯虎） Ōtori Sakko?)
 Seiyū: Yumiri Hanamori
Momohime Amaha (アマハモモヒメ（天羽百々姫） Amaha Momohime?)
 Seiyū: Azumi Waki
Rimiya Tsukishiro (ツキシロリミヤ（月城璃美也） Tsukishiro Rimiya?)
 Seiyū: Makoto Koichi
Toshi Hatano (ハタノトシ（秦野外史） Hatano Toshi?)
 Seiyū: Aki Toyosaki
Sayo Ichiki (イチキサヨ（一木沙依） Ichiki Sayo?)
 Seiyū: Konomi Kohara
Sun (サン San?)
 Seiyū: Hiroki Nanami
Kyōko Munakata (ムナカタキョウコ（宗方響子） Munakata Kyōko?)
 Seiyū: Kiyono Yasuno
Kazuhiko Saruta (猿田一彦 Saruta Kazuhiko?)
 Seiyū: Yūmi Yuzu

## Producción y lanzamiento
Sōsei no Aquarion: Myth of Emotions fue animada por Satelight. Está dirigida por Kenji Itoso y escrita por Sadayuki Murai, con Masashi Kudo diseñando los personajes y Takashi Ohmama y Shu Kanematsu componiendo la música. La serie se estrenó el 10 de enero de 2025 en Tokyo MX y otros canales. El tema de apertura es "Aquarion: Myth of Emotions Ver." interpretado por Akino de bless4 y Yoshiki Fukuyama (un remix del tema de apertura "Genesis of Aquarion" de Akino del anime de 2005), mientras que el tema de cierre es "Kokuhaku" interpretado por Akino. Crunchyroll obtuvo la licencia de la serie fuera de Asia.